# 23 juni
23 juni är den 174:e dagen på året i den gregorianska kalendern (175:e under skottår). Det återstår 191 dagar av året.

## Återkommande bemärkelsedagar

### Nationaldagar
- Luxemburgs nationaldag (storhertigens födelsedag)

### Övriga
- Sverige: midsommarafton (till och med 1952; från och med 1953 är midsommarafton rörlig och ligger på den fredag som infaller mellan 19 och 25 juni)

## Namnsdagar

### I den svenska almanackan
- Nuvarande – Adolf och Alice
- Föregående i bokstavsordning
  - Adela – Namnet infördes 1901 på 5 september. 1993 flyttades det till dagens datum, men återfördes 2001 till 5 september.
  - Adolf – Namnet infördes på dagens datum 1750, som en hedersbetygelse åt den svenske kronprinsen Adolf Fredrik, som valdes denna dag 1743, och har funnits där sedan dess.
  - Adolfina – Namnet infördes på dagens datum 1986, men utgick 1993.
  - Alice – Namnet infördes 1986 på 17 juli och flyttades 2001 till dagens datum.
  - Ally – Namnet infördes på dagens datum 1986, men flyttades 1993 till 8 september och utgick 2001.
  - Ediltrudis – Namnet fanns, till minne av en helgonförklarad engelsk prinsessa på 600-talet, som förblev jungfru livet ut, trots att hon var gift två gånger, på dagens datum före 1750, då det utgick till förmån för Adolf.
- Föregående i kronologisk ordning
  - Före 1750 – Ediltrudis
  - 1750–1900 – Adolf
  - 1901–1985 – Adolf
  - 1986–1992 – Adolf, Adolfina och Ally
  - 1993–2000 – Adolf och Adela
  - Från 2001 – Adolf och Alice
- Källor
  - Brylla, Eva (red.): Namnlängdsboken, Norstedts ordbok, Stockholm, 2000. ISBN 91-7227-204-X
  - af Klintberg, Bengt: Namnen i almanackan, Norstedts ordbok, Stockholm, 2001. ISBN 91-7227-292-9

### Finlandssvenska almanackan
- Nuvarande från 1929[1] – Adolf
- I föregående revideringar[a][2]
  - inga ändringar sedan 1929

## Händelser
- 964 – Påven Benedictus V blir avsatt efter endast en månad på påvestolen (sedan 22 maj). Det är den tysk-romerske kejsaren Otto I som avsätter honom, eftersom kyrkan inte har accepterat att han har störtat föregångaren Johannes XII och inte heller accepterat kejsarens egen påvekandidat Leo VIII. Efter en kort belägring av Rom tar kejsar Otto Benedictus till fånga och Leo bryter officiellt påvestaven över Benedictus huvud, för att visa att han är avsatt, vilket är första gången en sådan omnämns i källorna. I juli blir Leo VIII officiellt utsedd till påve, medan kejsaren tar Benedictus med sig till Tyskland, där han sätts under uppsikt av Hamburg-Bremens ärkebiskop Adaldag till sin död året därpå.
- 1314 – En engelsk här kommer för att undsätta slottet Stirling Castle i Skottland, som är i engelska händer sedan engelsmännens invasion av Skottland i slutet av 1200-talet, men som belägras av skottarna. Därmed inleds slaget vid Bannockburn, där engelsmännen gör flera anfall mot skottarna, som under ledning av den skotske kungen Robert Bruce dock inte ger vika, eftersom deras schiltroner är i det närmaste ogenomträngliga. Då de engelska anfallen leder till höga förlustsiffror för engelsmännen inser den engelske kungen och befälhavaren Edvard II under natten, att skottarna så småningom kommer att kunna utnyttja sitt läge till att göra ett dramatiskt motanfall. Därför flyr engelsmännen dagen därpå fältet och skottarna står som segrare. I och med detta är det första skotska frihetskriget över och skottarna återfår sin frihet från England för första gången på nästan 20 år.
- 1439 – Unionskungen Erik av Pommern blir avsatt från den danska tronen. Under de senaste åren har han redan blivit avsatt två gånger från den svenska tronen genom Engelbrektsupproret, på grund av de svenska bergsmännens missnöje med kungens långvariga krig, som stör järnexporten, och nu har även de danska adelsmännens missnöje med honom blivit för starkt. Till hösten blir han också för sista gången avsatt i Sverige och drar sig då tillbaka till Norge, där han blir avsatt först 1442.
- 1743 – Den tyske furstbiskopen Adolf Fredrik av Holsein-Gottorp blir av den svenska riksdagen vald till svensk tronföljare. Den svenske kungen Fredrik I är gammal och står utan tronarvingar, varför en ny tronföljare behövs. Då de senaste årens krig mot Ryssland inte har gått bra för Sverige har den ryska kejsarinnan Elisabet genom preliminärfreden i Åbo den 16 juni gått med på en för Sverige ganska mild fred, med få landavträdelser, på villkor att Adolf Fredrik väljs till svensk tronföljare. Kejsarinnan står nämligen på god fot med det holstein-gottorpska furstehuset och hoppas på detta vis kunna fortsätta den ryska kontrollen över den svenska politiken.
- 1757 – En styrka på 3 000 brittiska soldater, ledda av general Robert Clive, besegrar en bengalisk styrka på 50 000 man under furst Siraj-ud-daulas befäl i slaget vid Plassey i Bengalen i Indien. Slaget blir en avgörande seger för det Brittiska ostindiska kompaniet över bengalerna och deras franska allierade och leder till att Siraj-ud-daula blir avsatt och att kompaniet tar kontroll över Bengalen (som då sträcker sig över större delen av den indiska subkontinenten) för ett århundrade framåt.
- 1786 – Riksdagen 1786 avslutas i Stockholm.
- 1894 – Internationella olympiska kommittén grundas.
- 1923
  - Stockholms stadshus, som är ritat av arkitekten Ragnar Östberg och vars bygge har pågått sedan 1908, invigs på den tomt där den tidigare Eldkvarn låg.
  - Kamratföreningen ”De vanföras väl” grundas i Göteborg,[3] för att verka för ökad hjälp för folk som på ett eller annat sätt är handikappade. Med åren växer föreningen till en nationell svensk organisation och 1965 byter den namn till ”De handikappades riksförbund” och 2009 till ”DHR – Förbundet för ett samhälle utan rörelsehinder” (där DHR står för ”Delaktighet, Handlingsfrihet, Rörelsefrihet”).
- 1961 – Det så kallade Antarktisfördraget träder i kraft, ett och ett halvt år efter att det undertecknades i Washington, D.C. av de sju stater som har territoriella anspråk på Antarktis (Argentina, Australien, Chile, Frankrike, Nya Zeeland, Norge och Storbritannien), supermakterna USA och Sovjetunionen samt Belgien, Japan och Sydafrika (samtliga dessa stater hade forskningsstationer i området under 1957–1958). Fördraget anger, att hela den antarktiska kontinenten endast ska användas för fredliga ändamål, att de undertecknande staterna ska avstå från territoriella anspråk på kontinenten och att där enbart ska bedrivas vetenskaplig forskning. Detta är det första avrustningsavtal, som både USA och Sovjetunionen undertecknar och leder till att Antarktis blir en kärnvapenfri zon. Från början gäller avtalet i 30 år (till 1991), men sedermera förlängs det med ytterligare 50 år och gäller numera till 2041 (Sverige ansluter sig 1984).
- 2016 – Folkomröstningen om EU-medlemskap i Storbritannien 2016 äger rum.
- 2023 – Wagnergruppens uppror mot den ryska militärledningen.
- 2025 – Kirsty Coventry, Zimbabwe, tillträder som första kvinna som internationella olympiska kommitténs[4] ordförande (grundad 1894), Lausanne.

## Födda
- 1390 – Johannes av Kęty, polsk helgonförklarad präst, teolog och pilgrim
- 1456 – Margareta av Danmark, Skottlands drottning 1469-1486 (gift med Jakob III)
- 1596 – Johan Banér, svensk militär, riksråd och fältmarskalk
- 1758 – Mathias Rosenblad, svensk greve, ämbetsman och politiker, Sveriges justitiestatsminister 1829–1840
- 1763 – Joséphine de Beauharnais, Frankrikes kejsarinna 1804–1809 (gift med Napoleon I)
- 1807 – Ferdinand von Quast, tysk arkitekt och konstskriftställare
- 1817 – Reinhold Charpentier, svensk politiker, ämbetsman och landshövding i Västmanlands län
- 1824 – Carl Reinecke, tysk musiker
- 1843 – Paul Heinrich von Groth, tysk mineralog
- 1867 – Samuel Clason, svensk riksarkivarie och politiker
- 1875 – Carl Milles, svensk skulptör
- 1886 – Carl Hårleman (friidrottare), svensk militär, försäkringstjänsteman, gymnast, friidrottare (stavhopp) och idrottsledare från Västerås
- 1888 – Bronson M. Cutting, amerikansk republikansk politiker, senator för New Mexico 1927–1928 och 1929-1935
- 1889 – Anna Achmatova, rysk poet
- 1893 – Adolf Jahr, svensk skådespelare
- 1894
  - Wilber M. Brucker, amerikansk republikansk politiker, guvernör i Michigan 1931–1933
  - Edvard VIII, kung av Storbritannien och Irland 1936
  - Alfred Kinsey, amerikansk biolog, sexolog och professor
- 1900
  - Vera Steadman, amerikansk skådespelare
  - John R. Steelman, amerikansk statstjänsteman, konsult och publicist
- 1903 – Birgit Th. Sparre, svensk författare
- 1910
  - Jean Anouilh, fransk författare och dramatiker
  - Gordon B. Hinckley, amerikansk religiös ledare och författare, president för Jesu Kristi Kyrka av Sista Dagars Heliga 1995-2008
- 1912 – Alan Turing, brittisk matematiker
- 1913 – William P. Rogers, amerikansk republikansk politiker, USA:s justitieminister 1957–1961 och utrikesminister 1969–1973
- 1919
  - Åke Fridell, svensk skådespelare
  - Gunnar Nielsen, svensk skådespelare
- 1922 – Keve Hjelm, svensk skådespelare, regissör och teaterpedagog
- 1926 – Lars Johan Werle, svensk tonsättare, kompositör och filmmusikarrangör
- 1927 – Bob Fosse, amerikansk koreograf och regissör
- 1929 – June Carter Cash, amerikansk countryartist
- 1931
  - Mona Krantz, svensk radioprofil
  - Ola Ullsten, svensk folkpartistisk politiker, Folkpartiets partiledare 1978–1983, Sveriges statsminister 1978–1979 och utrikesminister 1979–1983
- 1937 – Martti Ahtisaari, finländsk diplomat och politiker, Finlands president 1994–2000, mottagare av Nobels fredspris 2008
- 1939 – Arne Lifmark, svensk regissör och manusförfattare
- 1940 – Wilma Rudolph, amerikansk friidrottare
- 1943
  - Håkon Svenson, svensk skådespelare född i Västerås
  - James Levine, amerikansk dirigent och pianist
- 1947 – Hardy Nilsson, svensk ishockeyspelare och förbundskapten
- 1949
  - Per Dunsö, svensk skådespelare, musiker och producent
  - Lauren Shuler Donner, amerikansk skådespelare och filmproducent
- 1950 – Carl Zetterström, svensk författare, skribent, kåsör och konstnär med pseudonymen Carl Z
- 1953
  - Baron Hill, amerikansk demokratisk politiker
  - Russell Mulcahy, australisk filmregissör
- 1956 – György Kenéz, ungersk vattenpolospelare
- 1957 – Frances McDormand, amerikansk skådespelare
- 1960 – Per Morberg, svensk skådespelare, kock och programledare
- 1963 – Marianne Berglund, svensk tävlingscyklist
- 1964 – Joss Whedon, amerikansk regissör, manusförfattare och producent
- 1971 – Fredrik Evers, svensk skådespelare
- 1972
  - Selma Blair, amerikansk skådespelare
  - Zinedine Zidane, fransk fotbollsspelare
- 1974 – Joel Edgerton, australiensk skådespelare
- 1975 – Bingo Rimér, svensk fotograf
- 1976
  - Emmanuelle Vaugier, kanadensisk skådespelare och fotomodell
  - Patrick Vieira, fransk fotbollsspelare
- 1977
  - Miguel Ángel Angulo, spansk fotbollsspelare
  - Jason Mraz, amerikansk trubadur, gitarrist och mandolinspelare
- 1980
  - Matias Varela, svensk skådespelare
  - Melissa Rauch, amerikansk skådespelare
- 1982 – Martin Rolinski, svensk musiker, sångare i gruppen BWO
- 1989 – Isabelle Erkendal, svensk musiker, sångare i grupperna Peaches och West End Girls
- 1992 – Marcus Nyman, svensk youtubare

## Avlidna
- 79 – Vespasianus, romersk kejsare
- 1516 – Ferdinand II, kung av Spanien
- 1839 – Hester Stanhope, brittisk adelsdam och resenär
- 1841 – Étienne Garnier-Pagès, fransk advokat och politiker
- 1857 – Christian Molbech, dansk historiker och källkritiker
- 1865 – William Wilkins, amerikansk demokratisk politiker, senator för Pennsylvania, USA:s krigsminister
- 1890 – George W. McCrary, amerikansk republikansk politiker och jurist, USA:s krigsminister
- 1891 – Wilhelm Eduard Weber, tysk fysiker
- 1892 – Victor Dahlgren, svensk operasångare
- 1903 – Ludwig Franzius, tysk vattenbyggnadsingenjör
- 1934 – Mathias Taube, svensk konstnär och skådespelare
- 1944 – Christian Ericson i Funäsdalen, svensk tullvaktmästare och socialdemokratisk riksdagspolitiker
- 1946 – William S. Hart, amerikansk skådespelare
- 1953 – Albert Gleizes, fransk målare, grafiker och konstskribent
- 1956 – Reinhold Glière, rysk/sovjetisk kompositör
- 1959
  - Cesare Maria De Vecchi, italiensk militär och fascistisk politiker
  - Boris Vian, fransk ingenjör, författare, jazztrumpetare och visartist
- 1964
  - Earle B. Mayfield, amerikansk demokratisk politiker, senator för Texas
  - Davida Hesse, svensk operasångerska
- 1967 – Benjamin Abrams, amerikansk affärsman och uppfinnare
- 1980
  - John Laurie, brittisk skådespelare
  - Clyfford Still, amerikansk målare
  - Elsa Wallin, svensk operettsångare och skådespelare
  - Sanjay Gandhi, indisk politiker, son till Indira Gandhi
- 1981 – Zarah Leander, svensk skådespelare och sångare
- 1982 – Helmer Linderholm, svensk författare
- 1989 – Werner Best, tysk nazistisk politiker och jurist
- 1993 – Björn Axén, svensk frisör
- 1995 – Jonas Salk, amerikansk bakteriolog och medicinforskare, uppfinnare av poliovaccinet
- 1997 – Arne Stivell, svensk filmproducent, regissör, skådespelare och musiker
- 1998 – Maureen O’Sullivan, amerikansk skådespelare
- 2000 – Peter Dubovský, slovakisk fotbollsspelare
- 2006
  - Aaron Spelling, amerikansk film- och TV-producent
  - Martin Adler, svensk frilansjournalist och nyhetsfotograf
- 2007
  - Tor Ragnar Gerholm, svensk kärnfysiker och debattör
  - Tommy Östmar, svensk konstnär och illustratör
- 2008 – Arthur Chung, guyanansk politiker, Guyanas president
- 2009 – Ed McMahon, amerikansk programledare
- 2010 – Pete Quaife, brittisk musiker, basist i The Kinks
- 2011
  - Gene Colan, amerikansk serietecknare
  - Peter Falk, amerikansk skådespelare
  - Stéphane Franke, tysk friidrottare
  - Fred Steiner, amerikansk kompositör, dirigent, filmmusikarrangör och filmhistoriker
- 2014 – Magnus Wassén, svensk seglare
- 2015 – Dick Van Patten, amerikansk skådespelare
- 2021 – Med Reventberg, svensk skådespelare, teaterledare och kortfilmsregissör